# 미당문학상
미당문학상(未堂文學賞)은 시인 서정주(徐廷柱, 1915~2000)의 문학적 업적을 기리기 위해 제정된 대한민국의 문학상이다. 2001년 《중앙일보》가 소설부문의 황순원문학상과 함께 제정했다. 제정 당시 미당 서정주의 친일·친독재 행적과 관련한 비판 성명이 나온 바 있다. 친일과 친독재 경력이 있는 서정주를 기리는 미당문학상을 둘러싸고 문단 안팎에서 시비가 끊이지 않는다.
수상년도 전년도 7월~수상년도 6월까지 발표된 모든 시 중에서 문학평론가, 시인들이 10편씩 추천한 시를 대상으로 1차 예심을 거친다. 1차에서 많은 표를 받은 30편이 2차 예심 대상이 되고 여기서 10편을 골라 3차 본심을 거쳐 수상작이 확정된다. 제1회 수상후보였던 시인 오규원은 수상을 고사한 바 있다. 상금은 3000만 원이다.
2017년 미당문학상 후보에 송경동 시인이 포함되었으나 당사자가 "미당의 시적 역할이 있을 수 있겠지만, 친일 부역과 5·18 광주학살과 쿠데타를 통해 집권한 전두환을 찬양하는 시를 쓰고 그 군부정권에 부역했던 이를 도리어 기리는 상 자체가 부적절하고 그 말미에라도 내 이름을 넣을 수는 없다"고 하면서 후보 자리를 거부했다.
2018년에 친일 논란으로 인해 폐지하였으며, 2018년 이후에는 더 이상 작품을 나오지 않는다.

## 역대 수상 작품
| 회     | 수상년도 | 작가   | 작품                                     |
| ------ | -------- | ------ | ---------------------------------------- |
| 제1회  | 2001년   | 정현종 | '견딜 수 없네' ISBN 9788932024653        |
| 제2회  | 2002년   | 황동규 | '탁족(濯足)' ISBN 9788983758170          |
| 제3회  | 2003년   | 최승호 | '텔레비전' ISBN 9788957571316            |
| 제4회  | 2004년   | 김기택 | '어떻게 기억해냈을까' ISBN 9788957578155 |
| 제5회  | 2005년   | 문태준 | '누가 울고 간다' ISBN 9788959249206      |
| 제6회  | 2006년   | 김혜순 | '모래 여자' ISBN 9788925501567           |
| 제7회  | 2007년   | 문인수 | '식당의자' ISBN 9788992731652            |
| 제8회  | 2008년   | 송찬호 | '가을' ISBN 9788961886987                |
| 제9회  | 2009년   | 김언   | '기하학적인 삶' ISBN 9788961889483       |
| 제10회 | 2010년   | 장석남 | '가을 저녁의 말' ISBN 9788927801580      |
| 제11회 | 2011년   | 이영광 | '저녁은 모든 희망을' ISBN 9788927802655  |
| 제12회 | 2012년   | 권혁웅 | '봄밤' ISBN 9788927803836                |
| 제13회 | 2013년   | 황병승 | '내일은 프로' ISBN 9788927804888         |
| 제14회 | 2014년   | 나희덕 | '심장을 켜는 사람' ISBN 9788927805878    |
| 제15회 | 2015년   | 최정례 | '개천은 용의 홈타운' ISBN 9788927806943  |
| 제16회 | 2016년   | 김행숙 | '유리의 존재'                            |
| 제17회 | 2017년   | 박상순 | '무궁무진한 떨림, 무궁무진한 포옹'       |

## 같이 보기
- 미당시문학관